# Rét nyelv
A rét nyelvet az i. sz. 3. századig beszélték az Alpok vidékén, főleg a mai Olaszország északkeleti részén (a mai Dél-Tirollal bezárólag) illetve a mai Ausztria területén (Tirolban és Vorarlbergben), Svájc keleti részén, Liechtensteinben és Bajorország déli részein. Sok de sajnos mindig csak rövid felirat maradt fenn különféle használati tárgyakon, többféle ábécét használva, amelyek azonban mind az ősi itáliai írásokhoz sorolhatóak.
A nyelvészek és az etruszkológusok körében a 21. századra kialakult konszenzus szerint a rét nyelv pre-indoeurópai nyelv, és az etruszk nyelv, valamint a Limnosz szigetén talált feliratok nyelvének rokona.

## Alternatív elméletek a nyelvről
Négy egymástól erősen eltérő alternatív elmélet is létezik.
- Nem sorolható egyetlen nyelvcsaládba sem (a baszk nyelvhez hasonlóan).
- Idősebb Plinius, Pompeius Trogus és Titus Livius úgy vélekedtek, hogy a rétek a kelták terjeszkedése elől a hegyekbe visszahúzódó etruszkok voltak. Livius (Ab urbe condita V 33) ráadásul még az etruszkok nyelvének – bár tökéletlen – hangzását is felfedezni vélte a rét nyelvben. Theodor Mommsen[11] szerint mindkét nyelv nagyon keményen és durván hangozhatott, mert mindkettőben hiányoztak a b, d és g[12] mássalhangzók.
- Néhány elmélet úgy tartja, hogy a kelta nyelvek közé sorolandó.
- Linus Brunner[13] a múlt század 80-as éveiben állt elő azzal a hipotézissel, hogy a rét nyelvet a sémi-hámi csoportba kell sorolni, ezt azonban a nyelvészek túlnyomó többsége elutasítja.

## Személynevek
A rét nevek egy személynévből és egy családnévből álltak, ez utóbbit férfiaknál -nu képzővel látták el, nőknél pedig -na képzővel.
férfinevek: Klevie Valθiki-nu, Knuse Susi-nu, Lasθe Φutiχi-nu, Piθamne Hela-nu, Piθie Meti-nu
női nevek: [Φ]rima Piθam-n[a]
mindkét nemnél használatos: Φrima Remi-χ Vispeχa-nu „Phrima (női) és (-χ) Remi (férfi) Vispekhanu“

## Rétoromán
Sem a romans nyelv, sem a ladin nyelv – amelyeket a friulival együtt a rétorománhoz számolnak, nem a rét nyelvből származnak, hanem a környék romanizált lakosságának vulgáris latin anyanyelvéből. Emellett persze nem lehet kizárni, hogy a lakosság rómaiak előtti kultúrája és nyelve (keleten és délkeleten rét, nyugaton és délnyugaton esetleg kelta-ligur és/vagy leponti) valamilyen formában a római időszakban is fennmaradt hosszabb-rövidebb ideig és így a rétorománok nemzeti öntudatának alapját képezik.